# Lindsaea integra
Lindsaea integra är en ormbunkeart som beskrevs av Holtt. Lindsaea integra ingår i släktet Lindsaea och familjen Lindsaeaceae. Inga underarter finns listade.